# Oronoco (Minnesota)
Oronoco – miasto w Stanach Zjednoczonych, w stanie Minnesota, w hrabstwie Olmsted.